# Theoxena Egyptská
Theoxena, také známá jako Theoxena Mladší, aby se odlišila od své matky (řecky: Θεόξενα, působila možná koncem druhé poloviny 4. století př. n. l. a první poloviny 3. století př. n. l.), byla řecká syrakuská princezna z Velkého Řecka a šlechtična vysokého statusu.

## Rodinný původ
Theoxena byla sicilského původu. Byla dcerou Agathokla a jeho třetí manželky Theoxeny a měla bratra jménem Archagathus.
Její otec Agathoklés byl řecký tyran ze Syrakus, který se později stal sicilským králem. Měla dva nevlastní bratry z otcovy strany, kteří se narodili po její smrti: Archagatha a Agathokla; jednu nevlastní sestru z otcovy strany Lanassu, která byla druhou manželkou krále Pyrrha z Epiru, a nevlastního synovce z otcovy strany, který se narodil po její smrti, Archagatha. Theoxena byla jmenovkyní své matky.
Její matka Theoxena byla řecká makedonská šlechtična. Byla druhou dcerou a třetím dítětem šlechtičny Bereniky I. a jejího prvního manžela, šlechtice jménem Filip, který sloužil jako vojenský důstojník ve službách řeckého krále Alexandra Velikého a byl známý tím, že velel jedné divizi falangy v jeho válkách. Berenika I. byla praneteří mocného regenta Antipatra a byla vzdálenou příbuznou dynastie Argeovců. Jejím plnokrevným strýcem z matčiny strany byl Magas Kyrénský a její plnokrevnou tetou z matčiny strany byla Antigona.
Její biologický dědeček z matčiny strany Filip zemřel asi v roce 318 př. n. l. Po jeho smrti odcestovala Berenika I. se svými dětmi do Egypta, kde se nakonec provdala za Ptolemaia I. Sótéra, prvního řeckého faraona a zakladatele dynastie Ptolemaiovců. Berenika I. byla díky svému druhému sňatku s Ptolemaiem I. egyptskou královnou a královnou matkou dynastie Ptolemaiovců, takže matka Theoxeny byla nevlastní dcerou Ptolemaia I. a egyptskou princeznou. Berenika měla s Ptolemaiem I. tři děti; dvě dcery, Arsinoé II., Filoteru, a budoucího faraona Ptolemaia II. Filadelfa, což z nich dělalo Theoxeniny nevlastní tety a strýce z matčiny strany.

## Mládí
Stejně jako její bratr se narodila mezi lety 301 př. n. l. – 298 př. n. l. Narodili se a vyrostli na Sicílii. Když Agathoklés cítil, že se blíží jeho smrt, poslal Theoxenu Starší a jejich děti do Egypta. Její otec zemřel v roce 289 př. n. l. a jeho království bylo prohlášeno za demokracii. Theoxena, její bratr a matka žili další roky v Egyptě, možná u dvora s Ptolemaiem I. a Berenikou I. v Alexandrii.

## Zbývající život
O jejím dospělém životě je známo jen málo. Provdala se za neznámého člověka, jehož jméno je ztraceno. Se svým manželem měla dvě děti; jedno dítě, jehož jméno je ztraceno, a syna jménem Agathoklés.
Někdy za vlády Ptolemaia II. v letech 283 př. n. l. – 246 př. n. l. ji její strýc vyhnal na Thébaid, snad do Koptu. Theoxena vznesla Ptolemaiovi II. falešná obvinění proti osobám, které znala. Jména těchto osob jsou ztracena, protože byla zaznamenána na papyru, který byl poškozen. Může být chronologicky pravděpodobné, že tyto události byly spojeny s exilem Arsinoé I. Arsinoé I. byla první manželka Ptolemaia II. a byla vypovězena v roce 274 př. n. l./273 př. n. l.